# Luigi Pellegrin
Luigi Pellegrin (Courcelette, 21 aprile 1925 – Roma, 15 settembre 2001) è stato un architetto italiano.

## Biografia
Nato in Francia da una famiglia di genitori friulani: il padre, falegname, era originario di Domanins e la madre, contadina, di Rauscedo in provincia di Pordenone. Ha un incontro molto precoce con l'architettura: a 5 anni il padre lo porta a vedere le fondazioni del Buon Pastore, dove lavorava come capo carpentiere. Il bimbo si appassiona al punto da seguire tutta la costruzione successiva dell'edificio, durata cinque anni.
All'età di ventuno anni si iscrive alla facoltà di Architettura presso la Università degli Studi di Roma "La Sapienza", dove consegue la laurea due anni più tardi. Modifica su Wikidata Durante un viaggio negli Stati Uniti d'America, a New Orleans e a Chicago viene in contatto con le opere di Louis Sullivan e soprattutto di Frank Lloyd Wright, che ne influenza in modo significativo la produzione. Nel 1951 ha modo di conoscere personalmente Lloyd Wright durante una sua visita in Italia. Aderisce quindi all'Associazione per l'Architettura Organica creata da Bruno Zevi nel 1945.

## Opere
Nel primo ventennio della sua produzione, dai primi anni cinquanta fino agli anni settanta, si concentra soprattutto sulla realizzazione di edifici scolastici (circa 200 opere su un totale di 300 realizzate durante quell'arco di tempo), applicando nuove tecniche di prefabbricazione da lui stesso brevettate. Ha modo di lavorare in ambito internazionale realizzando opere in Venezuela, Nigeria, Ciad, Spagna, Senegal e Arabia Saudita.
Tra le altre opere significative di questo periodo si distinguono una villa bifamiliare lungo l'Aurelia, nei pressi di Roma, completata nel 1964 e il Centro Polifunzionale di Piacenza (1969). Nel 1965 vince il primo premio nel concorso dei progetti per la ricostruzione del Teatro Paganini a Parma, che non sarà realizzato, e nel 1967 partecipa al concorso per la realizzazione di nuovi uffici per la Camera dei deputati. Nel 1972 vince il concorso per un edificio scolastico a Pisa: il complesso Marchesi, poi inaugurato nel 1974.
A partire dagli anni ottanta si orienta sempre più verso progetti di tipo urbanistico, nell'intento di superare la tradizionale divisione tra architettura e urbanistica, occupandosi di pianificazioni su scala urbana e regionale. Fra le sue attività in questa fase, spiccano il piano di Novoli a Firenze, in collaborazione con Lawrence Halprin e Richard Rogers; il piano generale per le Ferrovie dello Stato di Roma; tutta una serie di piani urbanistici per le città di Torino, Siracusa, San Antonio (Texas) e per il Venezuela; alcuni studi per insediamenti ecologici a Roma (1993).
L'8 ottobre 2000, a Roma, Luigi Pellegrin viene insignito del Premio alla Carriera istituito dall'Ordine degli architetti di Roma. Muore il 15 settembre 2001.

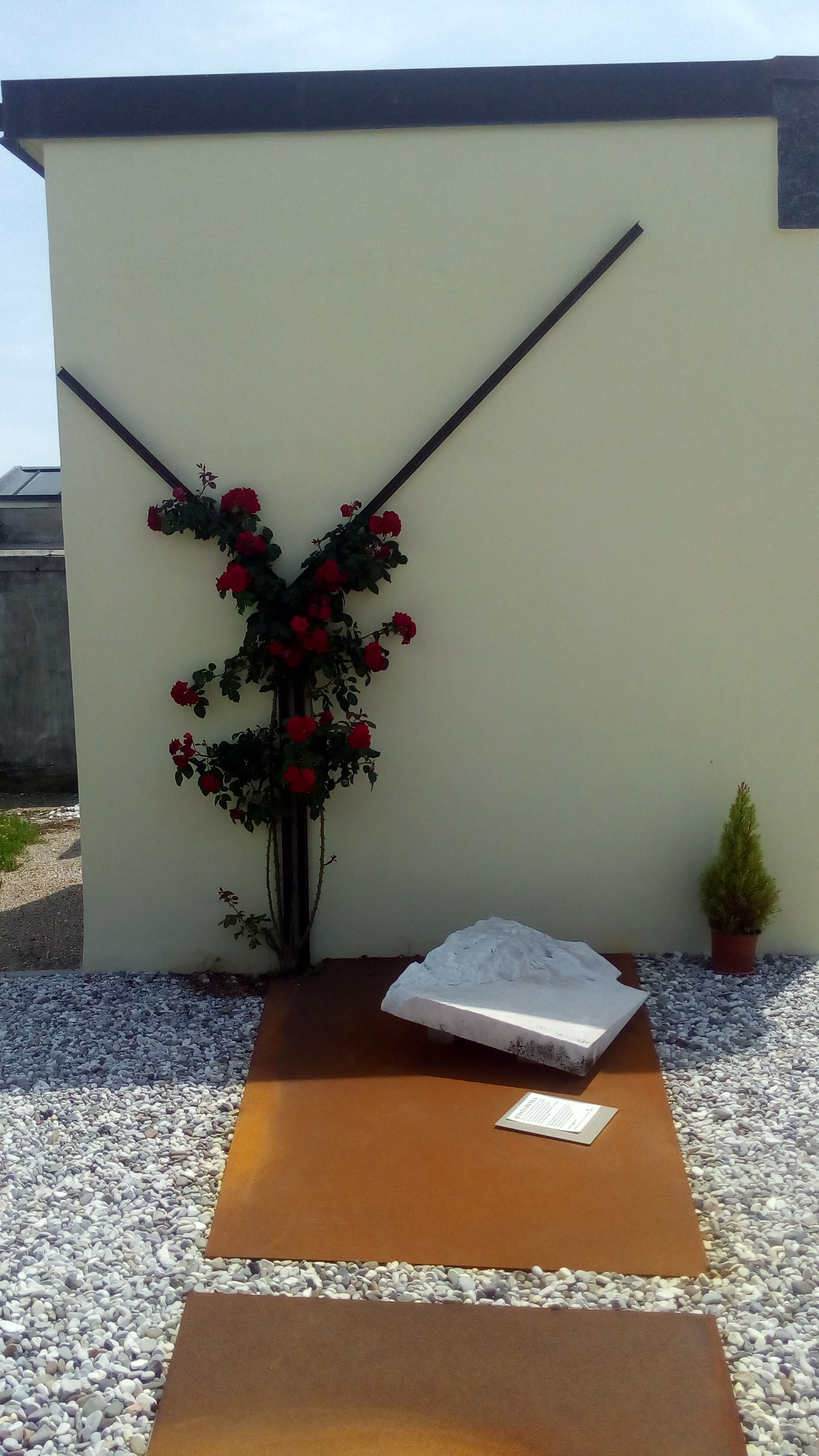
La pietra in memoria di Luigi Pellegrin nel cimitero di Domanins (PN)

Legato alle sue origini famigliari, l'architetto volle far seppellire le proprie ceneri nella tomba della madre Bice a Domanins, frazione di San Giorgio della Richinvelda, in provincia di Pordenone. Nel 2005 è stata collocata nel cimitero del paese un'opera in pietra a lui dedicata (ripristinata nel 2017) la quale è tuttora meta di pellegrinaggio di suoi studenti ed estimatori. Nel novembre 2020 a Domanins gli è stata intitolata una via. 

### Progetti
- 1955: Edificio d’abitazione in via Mengotti a Roma
- 1957: Edificio d’abitazione in via Casetta Mattei a Roma
- 1957: Scuola media e liceo[7] a Urbino (il liceo è stato demolito nel 2023[8])
- 1957: Quartiere INA-Casa, Ascoli Piceno
- 1957: Edificio d'abitazione in via Gasbarrini a Giulianova
- 1958: Ufficio Postale, Suzzara (Mantova)
- 1958: Uffici postali a Saronno (Varese)
- 1958: Quartiere INA-Casa a Galatina (Lecce)
- 1959: Scuola media, Fabriano
- 1959: Edifici d’abitazione in piazzale Clodio e in via Bravetta [9], Roma
- 1959: Albergo a Giulianova
- 1960: Scuole elementari a Scerne (Teramo) e a Collemarino (Ancona)
- 1960: Scuola media a Montichiari (Brescia)
- 1961: Edificio d’abitazione in via Bodio a Roma
- 1962: Edificio d’abitazione in via Grado a Giulianova
- 1962: Quartiere INA Casa, Gaeta
- 1964: Casa Bifamiliare, Roma
- 1964: Villa in via Aurelia a Roma
- 1965: Progetto di concorso per il teatro Paganini a Parma
- 1965: Scuola media a Pistoia
- 1967: Concorso per la Camera dei deputati a Roma
- 1968: Scuola media a Cutro (Catanzaro)
- 1969: Biblioteca provinciale di Foggia
- 1969: Concorso per l’Università autonoma di Barcellona
- 1969: Centro polifunzionale a Piacenza
- 1970: Istituto tecnico a Vicenza
- 1970: Concorso per il quartiere Zen a Palermo
- 1970: Progetti di città lineari
- 1971: Istituto tecnico e liceo a Pisa
- 1972: Complesso Marchesi (istituto tecnico per geometri e liceo scientifico), Pisa
- 1974: Biblioteca provinciale, Foggia in collaborazione con Leonardo Fiori
- 1974: Istituto tecnico e liceo “Buon Pastore” a Roma
- 1975: Palazzo per uffici, Riyadh
- 1975: Prototipo di cellula abitativa per il SAIE di Bologna
- 1979: Scuola elementare a Matera
- 1979: Concorso per il Parc de la Villette a Parigi
- 1980: Istituto professionale a Rifredi (Firenze)
- 1980: Complesso scolastico a Pontedera (Pisa)
- 1983: Concorso per il recupero della FIAT Lingotto a Torino
- 1983: Concorso per l’Opéra Bastille a Parigi
- 1985: Progetto di sistemazione urbana dell’EUR a Roma
- 1990: Progetto di sistemazione urbana del quartiere Ostiense a Roma
- 1994: Studio per le stazioni ferroviarie ad alta velocità a Roma
- 1995: Studi di sistemazione urbana per il Giubileo del 2000 a Roma
- 1996: Progetto di sistemazione museale del parco archeologico dell’Appia antica a Roma